# Нижнеошминское сельское поселение
Нижнеошминское се́льское поселе́ние — муниципальное образование в Мамадышском районе Татарстана Российской Федерации.
Административный центр — село Нижняя Ошма.

## История
Статус и границы сельского поселения установлены Законом Республики Татарстан от 31 января 2005 года № 35-ЗРТ «Об установлении границ территорий и статусе муниципального образования "Мамадышский муниципальный район" и муниципальных образований в его составе».

## Население
| 2010  | 2011  | 2012  | 2013  | 2014  | 2015  | 2016  |
| ----- | ----- | ----- | ----- | ----- | ----- | ----- |
| 1134  | ↘1128 | ↘1108 | ↗1121 | ↗1140 | ↘1087 | ↘1078 |
| 2017  | 2018  |       |       |       |       |       |
| ↘1052 | ↘1045 |       |       |       |       |       |

## Состав сельского поселения
| № | Населённый пункт | Тип населённого пункта       | Население |
| - | ---------------- | ---------------------------- | --------- |
| 1 | Нижняя Ошма      | село, административный центр |           |
| 2 | Хафизовка        | деревня                      |           |